# Heinrich Palme
Heinrich Palme (ur. 1903, zm. ?) – zbrodniarz nazistowski, członek załogi niemieckiego obozu koncentracyjnego Dachau i SS-Unterscharführer.
Obywatel czechosłowacki narodowości niemieckiej. Z zawodu rolnik i drwal. Od 25 lutego 1941 do kwietnia 1945 pełnił służbę w kompleksie obozowym Dachau. Do jesieni 1943 był wartownikiem i konwojentem drużyn roboczych pracujących między innymi w fabryce Liebhof, kamieniołomach oraz fabrykach porcelany w obozie głównym i podobozie Allach. Następnie Palme dowodził oddziałami wartowniczymi w podobozie Wülfert. Wreszcie na przełomie września i października 1944 został kierownikiem komanda więźniarskiego i stanowisko to sprawował do 26 kwietnia 1945.
Po zakończeniu wojny Palme został osądzony przez amerykański Trybunał Wojskowy w Dachau w dniach 21–26 grudnia 1946. Skazany został na 12 lat pozbawienia wolności. Podczas procesu przyznał się do bicia więźniów kijem i do składania na nich karnych raportów. Zarzuty te w całej rozciągłości potwierdzili świadkowie prokuratury, stwierdzając dodatkowo, iż jednego z więźniów, na których Palme złożył raport w następstwie tego powieszono. Wyrok został zatwierdzony 6 sierpnia 1947.